# Hyliota usambara
Hyliota usambara е вид птица от семейство Hyliotidae. Видът е застрашен от изчезване.

## Разпространение
Видът е разпространен в Танзания.